# قصر القطن
قصر القطن أو برج القطن هو مبنى تجاري إداري، يقع في منطقة المنشية بمدينة الإسكندرية شمال مصر، تمتلكه الجمعية التعاونية للعاملين بالشركة الشرقية للأقطان، وبدأ العمل على بناءه سنة 1982 وتم الانتهاء منه سنة 1986، من خلال شركة إيتال جروب الإيطالية، يقع المبنى على مساحة 4320 متر مربع، يبلغ ارتفاعه 98 متر وعدد طوابقه 23 طابق.
أنشأ المبنى في الأساس لكي يضم المراكز الرئيسية والمكاتب الخاصة بالشركات العاملة في مجال القطن في مصر وفروع البنوك الممولة لأنشطة هذه الشركات، ومقر بورصة عالمية لتجميع القطن من الشركات وتصديره للخارج، ولكنه حاليًا يعاني من سوء الإدارة، تراكم الديون، وتهالك بعض أجزاءه، لا يضم حاليًا سوى المقر المؤقت لمحكمة استئناف الإسكندرية بالطابقين الأول والثاني، والمقر الرئيسي المؤقت لجامعة سنجور بالطابق الخامس.

## التاريخ
تعود فكرة إنشاء قصر القطن إلى سنة 1977 وذلك عندما بدأت الجمعية التعاونية لإسكان العاملين بالشركة الشرقية للأقطان في إنشاء مبني ليكون مقرا لبورصة الأقطان ولمختلف الأنشطة المتعلقة بها، واستغلال باقي المساحة في أنشطة تجارية وإدارية، وقامت المؤسسة العامة للقطن بشراء قطعة أرض بمدينة الإسكندرية على مساحة 4320 متر مربع كانت مقراً سابقٌا لهيئة البريد بميدان المنشية، وانتقلت ملكية الأرض بعد ذلك إلى الشركة الشرقية للأقطان، وفي سنة 1979 تم عمل مناقصة لاختيار شركة لإنشاء المبنى، ووقع الاختيار على شركة إيتال جروب الإيطالية، وقٌدرت قيمة الإنشاءات حوالي 47.8 مليون دولار أمريكي، ارتفعت في وقت لاحق إلى 67.8 مليون دولار أمريكي نتيجة التأخر في إجراءات الحصول على قرض لتمويل المشروع من البنوك المحلية والدولية.
تم البدأ في تنفيذ المبنى سنة 1982 وكان المفترض طبقًا للتصميمات أن يُقام المبنى على ارتفاع 123 مترا يشمل 34 طابقًا، وفي سنة 1984 أوقفت محافظة الإسكندرية أعمال تنفيذ المبنى بسبب اعتراض مصلحة الطيران المدني وهيئة عمليات القوات المسلحة على ارتفاع المبنى، واستمر الإيقاف لمدة 14 شهراً حتى تم الحصول على موافقة مصلحة الطيران المدنى وهيئة عمليات القوات المسلحة على ألا يزيد ارتفاع المبنى عن 98 متراً ويشمل 23 طابقاً فقط، واستأنفت أعمال تنفيذ المبنى حتى الانتهاء منه في يونيو 1986، بعد ذلك طالبت الشركة الإيطالية الجمعية التعاونية للإسكان بتعويضها عن الأضرار المادية الناتجة عن شراء المواد الخام والتي لم تستخدم بسبب عدم استكمال المبنى للارتفاع المُتفق عليه مسبقًا وهو ما رفضته الجمعية، ما أدى إلى قيام الشركة الإيطالية برفع قضية أمام المحكمة لإثبات حالة المبنى سنة 1988
في سنة 1989 صدر قرار رئيس مجلس الوزراء باستغلال خمسة طوابق من المبنى كمقر لجامعة سنجور، وذلك عن طريق الإيجار لمدة 3 سنوات تُجدد سنوياً، ووافق مجلس الشعب آنذاك على استضافة الجامعة الأفريقية بمصر والحصول على مقر لها على أن تُعامل كالهيئات الدبلوماسية على نفقة الدولة المصرية، ونظراً لعدم سداد القرض المستحق للبنوك الإيطالية طلبت الحكومة الإيطالية من نظيرتها المصرية سداد الدين المستحق عليها حتى يتسنى إدخال الديون المصرية بصفة عامة إلى نادى باريس، وتم توقيع الاتفاق بين الحكومتين في 27 يناير 1994، وبناء عليه حلت وزارة المالية المصرية مكان الشركة الشرقية للأقطان في دين البنوك الأجنبية التي بلغت قيمتها 98.3 مليون دولار، مُضافاً إليها فوائد التأخير. ومنذ ذلك الوقت أثجريت عدة محاولات لسداد مستحقات الدائنين إلا إنها لم تنجح بسبب ارتفاع فوائد الدين ورفض الدائنين تخفيض أو التنازل عن جزء من المبالغ المستحقة.

## معرض الصور

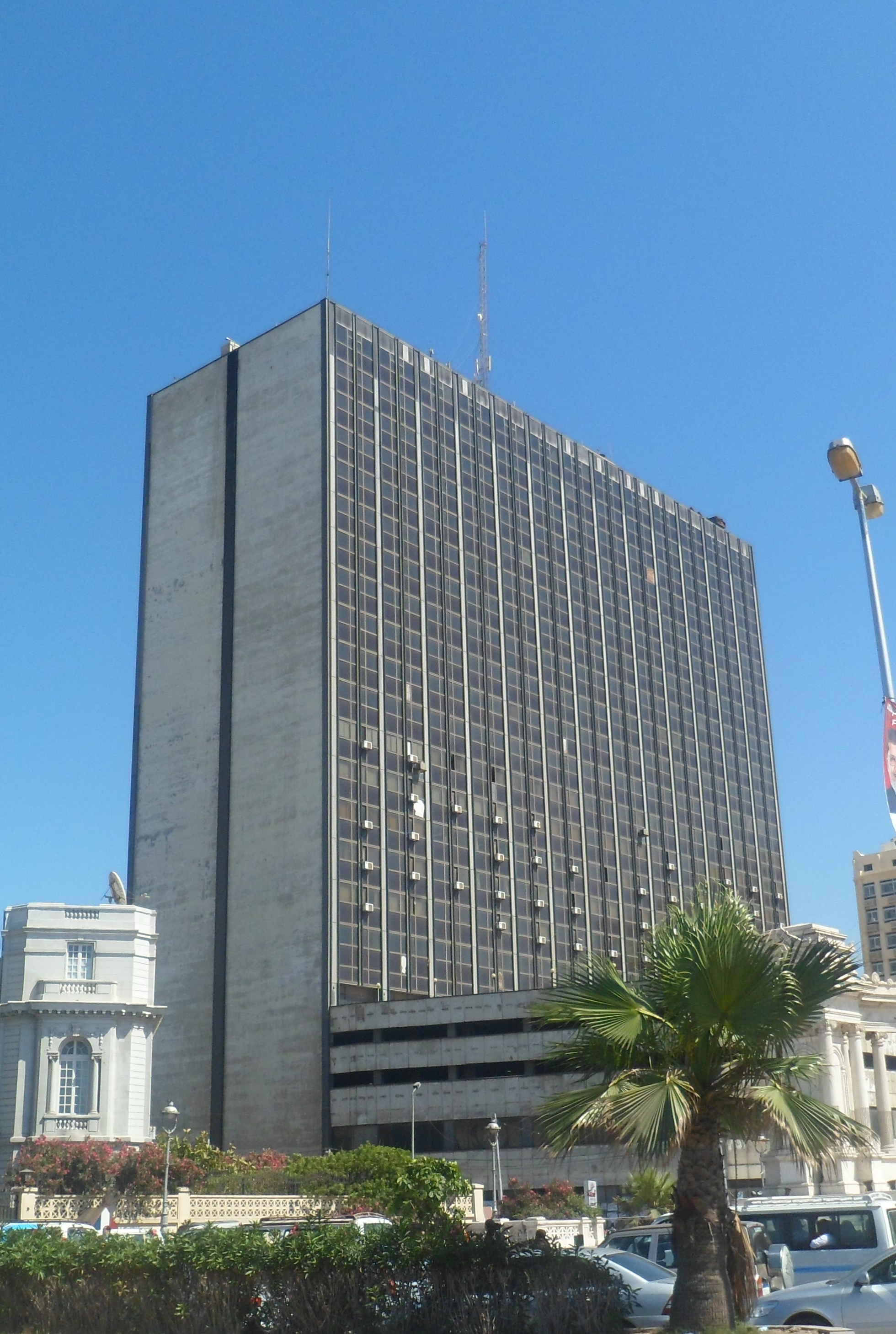
قصر القطن
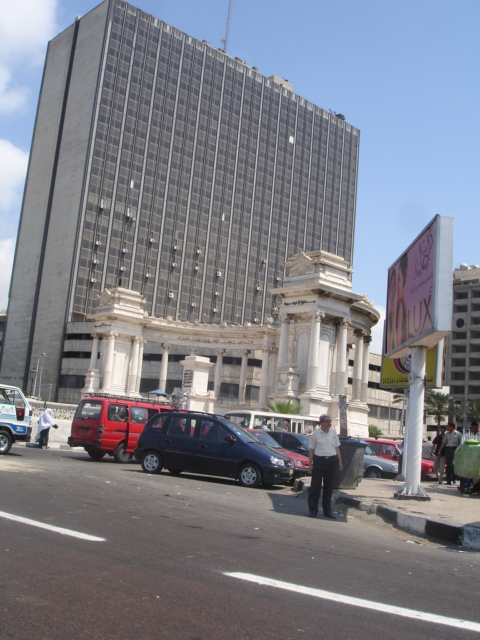
النصب التذكاري الجندي المجهول وخلفه قصر القطن
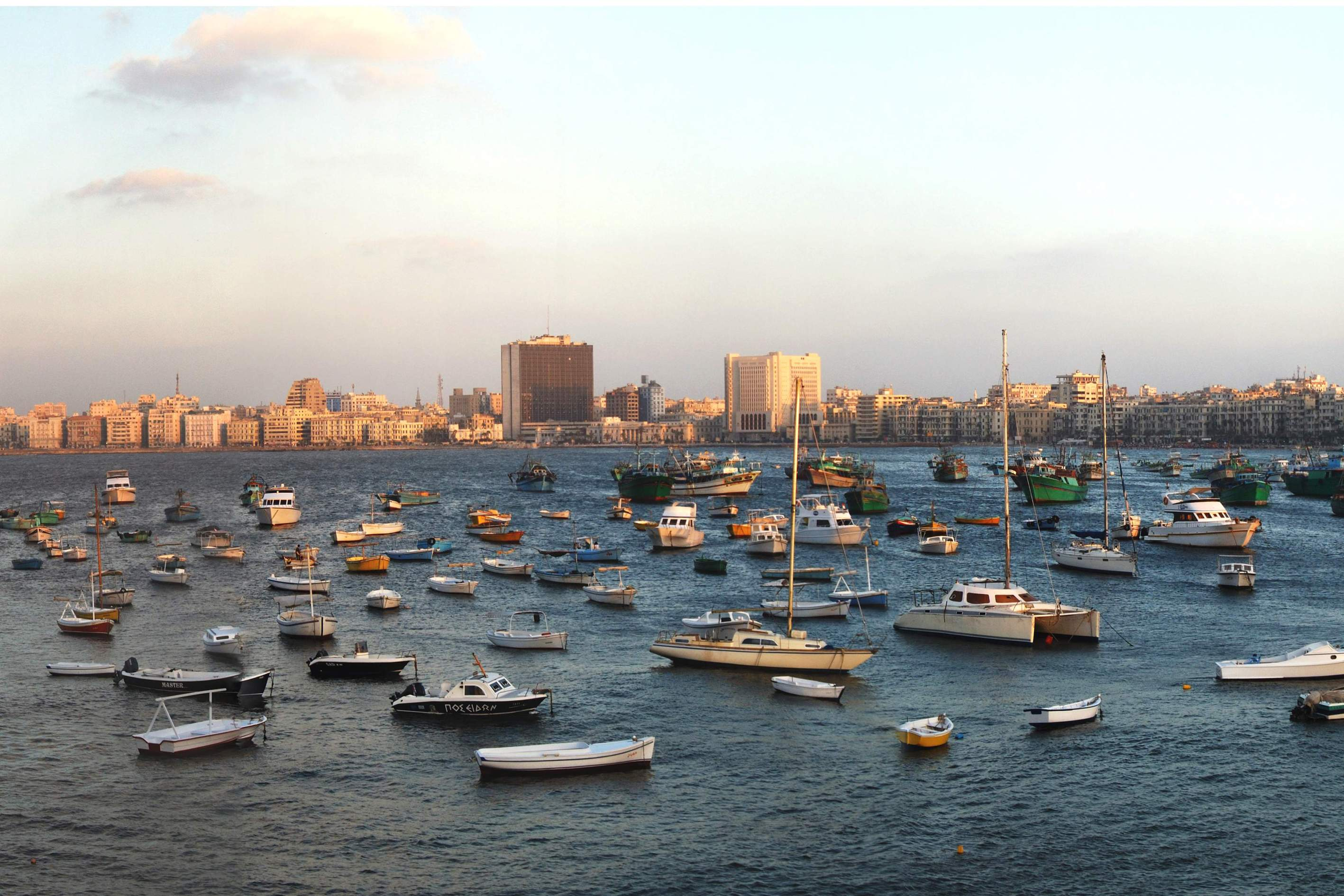
الميناء الشرقي ويظهر قصر القطن في المنتصف
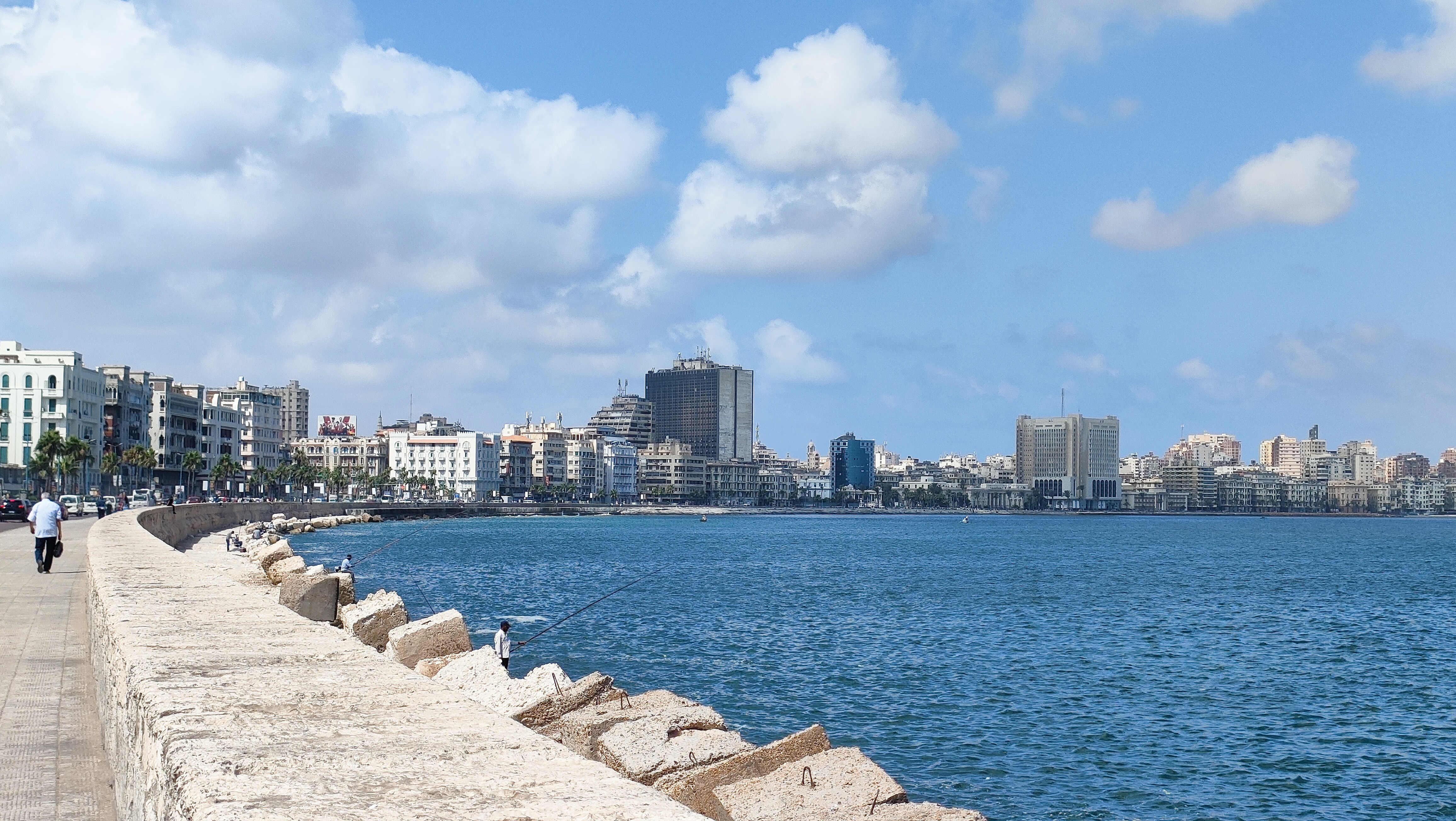
الميناء الشرقي ويظهر قصر القطن في المنتصف